# Southampton
|  | Aquest article tracta sobre la ciutat anglesa. Vegeu-ne altres significats a «Southampton (desambiguació)». |

Southampton és una ciutat del sud d'Anglaterra amb un dels ports comercials més importants del Regne Unit. És a mig camí entre Portsmouth i Bournemouth, i és coneguda per ser el port d'on va salpar el Titanic en el seu viatge inaugural. La ciutat té una prestigiosa universitat, la Universitat de Southampton. La major part del seu centre històric fou destruït pels bombardejos alemanys durant la Segona Guerra Mundial.

## Geografia

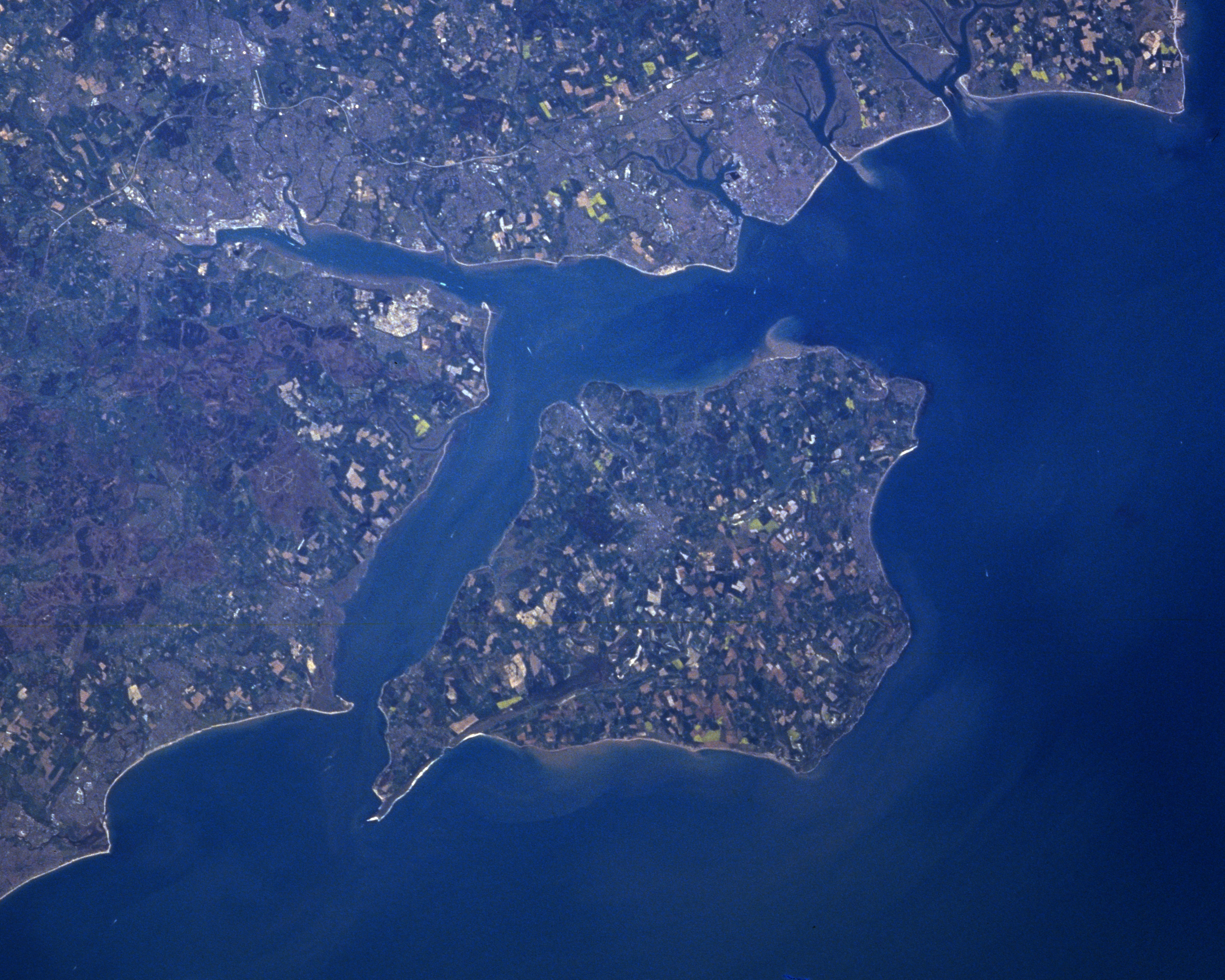
Imatge de l'estuari amb l'illa de Wight al davant

El municipi està a l'extrem nord d'un estuari que porta el mateix nom, estuari de Southampton, on els rius Test i Itchen conflueixen poc abans que es trobin amb el riu Hamble, al sud de la ciutat.
El Test té un desnivell, ideal per a la cria de salmons, passa pel marge oest de la ciutat, mentre que l'Itchen divideix Southampton en dues parts. El port de la ciutat (Town Quay) data del segle xiii i els molls actuals són una obra de la dècada del 1830 sobre els aiguamolls entre ambdós rius. El moll de l'oest va ser el darrer en fer-se, quan el 1930 la companyia de ferrocarril Southern Railway Company va requerir més terra, aquesta va ser subministrada del dragatge de l'estuari, cosa que va millorar l'entrada de vaixells al port. Aquest estuari té dos moments de pujada de la marea, que facilita el moviment dels vaixells grossos. Això no és causat, en contra de la suposició popular, per la presència de l'illa de Wight al davant de l'estuari, sinó que té a veure amb la forma i profunditat del canal de la Mànega que, en aquesta zona distorsiona encara més l'onatge procedent de França.

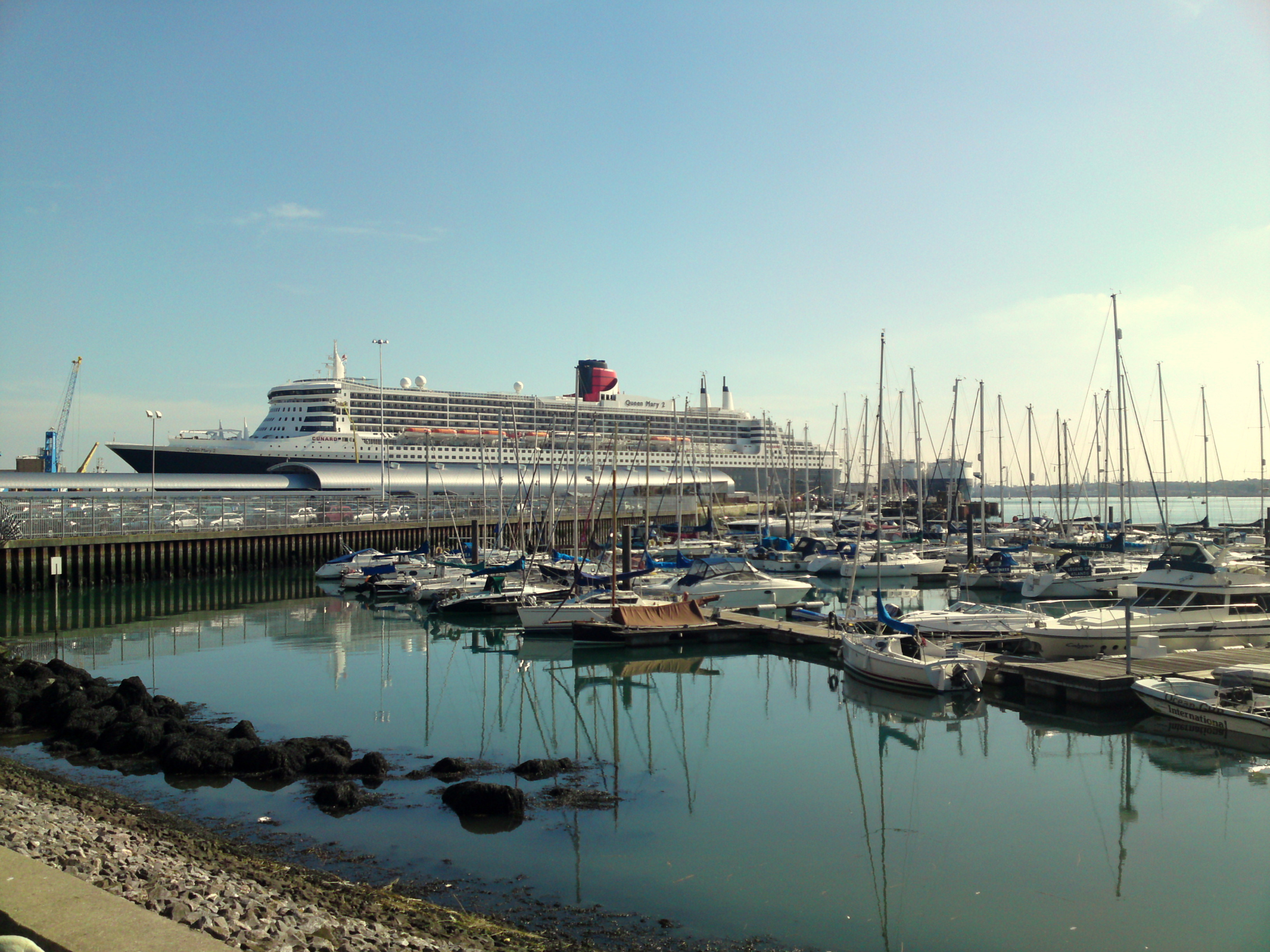
El vaixell Queen Mary 2 al port de Southampton.

El territori és una conca estructural que es va formar en el Paleogen i combina zones d'argila amb altres de saladar. A Southampton hi ha diversos parcs i espais verds, el més gran ocupa 148 hectàrees i s'anomena Southampton Common, que és on es fan els festivals d'estiu i altres activitats, i és on hi ha una mena de zoo anomenat Urban Wildlife Centre.També conté petits llacs i pous.
A sota de la ciutat hi ha un gran aqüífer d'aigua termal que s'aprofita per subministrar aigua calenta a alguns habitatges i també s'usa per generar energia en una central elèctrica. És l'única estació geotermal del Regne Unit.

## Història
Ja a l'edat de pedra hi havia assentaments en l'àrea, però foren els romans els qui establiren el primer assentament permanent, conegut com a Clausentum. Era un important port comercial que servia a les ciutats romanes de Venta Belgarum (Winchester) i Sorviodunum (Salisbury).
Els anglosaxons van traslladar el nucli del poble a l'altre marge del riu Itchen, en la ubicació actual. La principal urbanització estava centrada al voltant del que avui en dia és l'àrea de Saint Mary. Conegut com a Hamwic o Hamwith, va seguir essent important com a port, que formava part de la xarxa comercial que apareix per aquesta època en la zona del mar del Nord i el Bàltic, amb Ribe, Hedeby, Birka, Quentovic i Dorestad. El nom Hamwic va evolucionar a Hamtun, i finalment a Hampton.

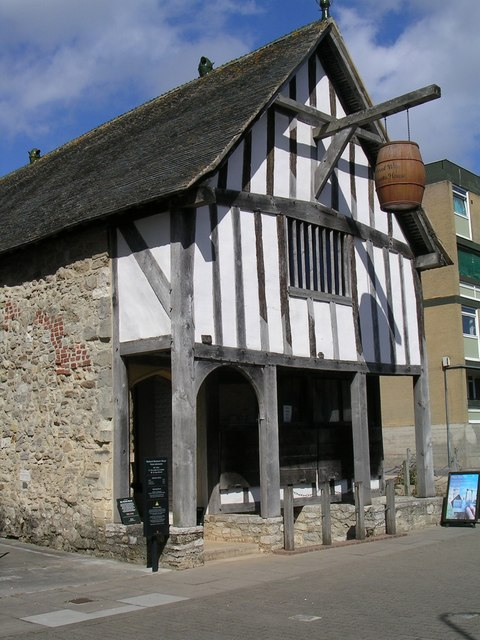
La Casa dels Mercaders, del 1290.

Durant l'època de les invasions vikingues del segle ix va entrar en declivi però després de la conquesta normanda es va construir un castell i al segle xiii ja tornava a ser un port important, on s'importava principalment vi francès i s'exportava llana anglesa. Però tot no va ser positiu, el 1348 va arribar la pesta negra, introduïda en el carregament d'algun vaixell en aquest port.
La ciutat va ser saquejada el 1338 per un comboi de vaixells francesos, genovesos i monegascs, comandats per Carles Grimaldi, que va emprar el botí per a fundar el Principat de Mònaco. El rei Eduard III va visitar Southampton el 1339 i va manar que emmurallessin la ciutat, però les obres no es van acabar fins al 1380.
Abans que el rei Enric marxés a la batalla d'Azincourt el 1415, els líders de l'anomenat complot de Southampton van ser jutjats en el pub Red Liion i executats després.
El 1620 va salpar de Southampton el Mayflower, que portava els primers emigrants religiosos cap a Amèrica. El 1642, durant la guerra civil anglesa, les forces del parlament s'hi van instal·lar a Southampton. Dos anys després els reialistes es van apropar a la rodalia i anaven a prendre la ciutat però van ser aviats que el bàndol contrari estava ben perpetrat i van abandonar la idea.
La construcció naval va existir a Southampton des de l'edat mitjana, per exemple aquí s'hi va construir el Grace Dieu d'Enric V d'Anglaterra. Al segle xviii aquesta indústria es va mecanitzar aplicant un invent de l'enginyer Walter Taylor i va esdevenir capdavantera.
El port de Southampton ha estat emprat diverses vegades amb finalitats militars, per exemple va ser el punt de sortida cap a les guerres contra els francesos al segle xviii, en la guerra de Crimea i en la dels Bòers. Southampton va ser designat port militar número 1 durant la primera guerra mundial i va ser el principal lloc d'arribada de soldats ferits i de presoners de guerra. També va ser crucial en els preparatius per la invasió del 1944.

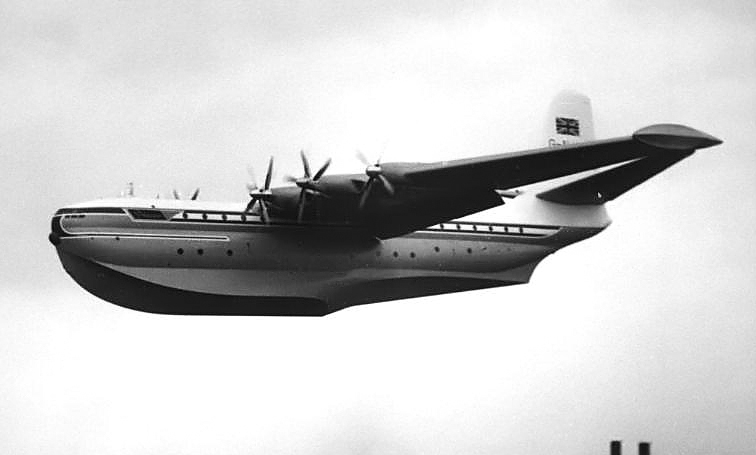
Southampton va ser un port per hidroavions com aquest.

Al segle xviii es va obrir un balneari i, malgrat no tenir una bona platja, es va posar de moda com a lloc d'estiueig. El 1840 va arribar el ferrocarril i es van fer obres per millorar el moll del port; tot plegat va fer que durant l'època victoriana aquesta ciutat tingués el sobrenom de "la porta de l'Imperi Britànic". El 1912 va salpar el Titanic des d'aquest port, que s'anunciava com el transatlàntic més segur, però va naufragar i quatre de cada cinc membres de la tripulació eren d'aquesta ciutat. La companyia Cunard Line va fer d'aquest port el port d'enllaç més important d'Europa. El 1938, a més dels vaixells transatlàntics es va establir a Southampton una empresa d'hidroavions anomenada Imperial Airways. El Supermarine Spitfire va ser dissenyat aquí i va guanyar el trofeu Schneider.
Durant la segona guerra mundial, Southampton va ser molt atacada, ja que era un lloc estratègicament situat important per la seva indústria i la Luftwaffe la va bombardejar fins a finals del 1944. Van morir 630 persones, en van resultar ferides unes 2.000 i molts edificis destruïts.
El 1964 Southampton va rebre l'estatus de ciutat.

## Clima
Southampton té un clima oceànic, la seva situació al sud i a redós fa que sigui una de les ciutats angleses més càlides i assoleiades. Aquí s'ha enregistrat la temperatura més elevada de tot el país, 35.6 °C, i va ser el juny del 1976.
| Dades climàtiques a Southampton 1981–2010 | Dades climàtiques a Southampton 1981–2010 | Dades climàtiques a Southampton 1981–2010 | Dades climàtiques a Southampton 1981–2010 | Dades climàtiques a Southampton 1981–2010 | Dades climàtiques a Southampton 1981–2010 | Dades climàtiques a Southampton 1981–2010 | Dades climàtiques a Southampton 1981–2010 | Dades climàtiques a Southampton 1981–2010 | Dades climàtiques a Southampton 1981–2010 | Dades climàtiques a Southampton 1981–2010 | Dades climàtiques a Southampton 1981–2010 | Dades climàtiques a Southampton 1981–2010 | Dades climàtiques a Southampton 1981–2010 |
| Mes                                       | gen                                       | febr                                      | març                                      | abr                                       | maig                                      | juny                                      | jul                                       | ag                                        | set                                       | oct                                       | nov                                       | des                                       | anual                                     |
| ----------------------------------------- | ----------------------------------------- | ----------------------------------------- | ----------------------------------------- | ----------------------------------------- | ----------------------------------------- | ----------------------------------------- | ----------------------------------------- | ----------------------------------------- | ----------------------------------------- | ----------------------------------------- | ----------------------------------------- | ----------------------------------------- | ----------------------------------------- |
| Màxima mitjana °C (°F)                    | 8.4 (47.1)                                | 8.6 (47.5)                                | 11.1 (52)                                 | 14.0 (57.2)                               | 17.5 (63.5)                               | 20.2 (68.4)                               | 22.4 (72.3)                               | 22.3 (72.1)                               | 19.8 (67.6)                               | 15.6 (60.1)                               | 11.7 (53.1)                               | 8.9 (48)                                  | 15.1 (59.2)                               |
| Mínima mitjana °C (°F)                    | 2.9 (37.2)                                | 2.6 (36.7)                                | 4.1 (39.4)                                | 5.7 (42.3)                                | 9.0 (48.2)                                | 11.7 (53.1)                               | 13.7 (56.7)                               | 13.7 (56.7)                               | 11.4 (52.5)                               | 8.9 (48)                                  | 5.4 (41.7)                                | 3.2 (37.8)                                | 7.7 (45.9)                                |
| Pluja mitjana mm (polzades)               | 81.4 (3.205)                              | 58.3 (2.295)                              | 60.0 (2.362)                              | 50.7 (1.996)                              | 49.0 (1.929)                              | 50.4 (1.984)                              | 42.0 (1.654)                              | 50.4 (1.984)                              | 60.4 (2.378)                              | 93.8 (3.693)                              | 94.0 (3.701)                              | 89.2 (3.512)                              | 779.4 (30.685)                            |
| Mitjana de dies de pluja (≥ 1.0 mm)       | 12.2                                      | 9.2                                       | 10.1                                      | 8.8                                       | 8.2                                       | 7.7                                       | 7.4                                       | 7.7                                       | 8.7                                       | 11.5                                      | 11.5                                      | 11.8                                      | 114.7                                     |
| Mitjana mensual d'hores de sol            | 63.3                                      | 84.4                                      | 118.3                                     | 179.8                                     | 212.1                                     | 211.2                                     | 221.8                                     | 207.7                                     | 148.1                                     | 113.0                                     | 76.6                                      | 52.9                                      | 1.689,3                                   |
|                                           |                                           |                                           |                                           |                                           |                                           |                                           |                                           |                                           |                                           |                                           |                                           |                                           |                                           |

| Gen              | Feb              | Mar              | Abr              | Maig              | Juny              | Jul               | Ag                | Set               | Oct               | Nov               | Des               | anual             |
| ---------------- | ---------------- | ---------------- | ---------------- | ----------------- | ----------------- | ----------------- | ----------------- | ----------------- | ----------------- | ----------------- | ----------------- | ----------------- |
| 9.5 °C (49.1 °F) | 9.0 °C (48.2 °F) | 8.6 °C (47.5 °F) | 9.8 °C (49.6 °F) | 11.4 °C (52.5 °F) | 13.5 °C (56.3 °F) | 15.3 °C (59.5 °F) | 16.8 °C (62.2 °F) | 17.3 °C (63.1 °F) | 16.2 °C (61.2 °F) | 14.4 °C (57.9 °F) | 11.8 °C (53.2 °F) | 12.8 °C (55.0 °F) |

## Demografia
En el cens del 2001 hi havia un 92,4 per cent de la població d'ètnia de pell clara, un 3,8 per del sud d'Àsia, un 1 per cent d'ètnia negra, un 1,3 per cent xinesos i un 1,5 per cent d'ètnia mixta.
Segons el cens del 2011 Southampton té una població estimada de 236.900 habitants, i un gran nombre (20.000 aproximadament) són immigrants d'origen polonès.
El grup de població més nombrós per edats és el de 20–24, unes 32.300 persones; en segon lloc el grup entre 25–29 anys, unes 24.700 persones; i en tercer lloc els de 30–34 anys, al voltant dels 17.800. Per concentració de població, Southampton és la ciutat més densament poblada del sud-est d'Anglaterra i la segona, després de Plymouth, de tota la costa sud.
Entre el 1996 i el 2004, la població va augmentar un 4,9 per cent: la desena en aquesta categoria amb relació a tota Anglaterra.

## Economia

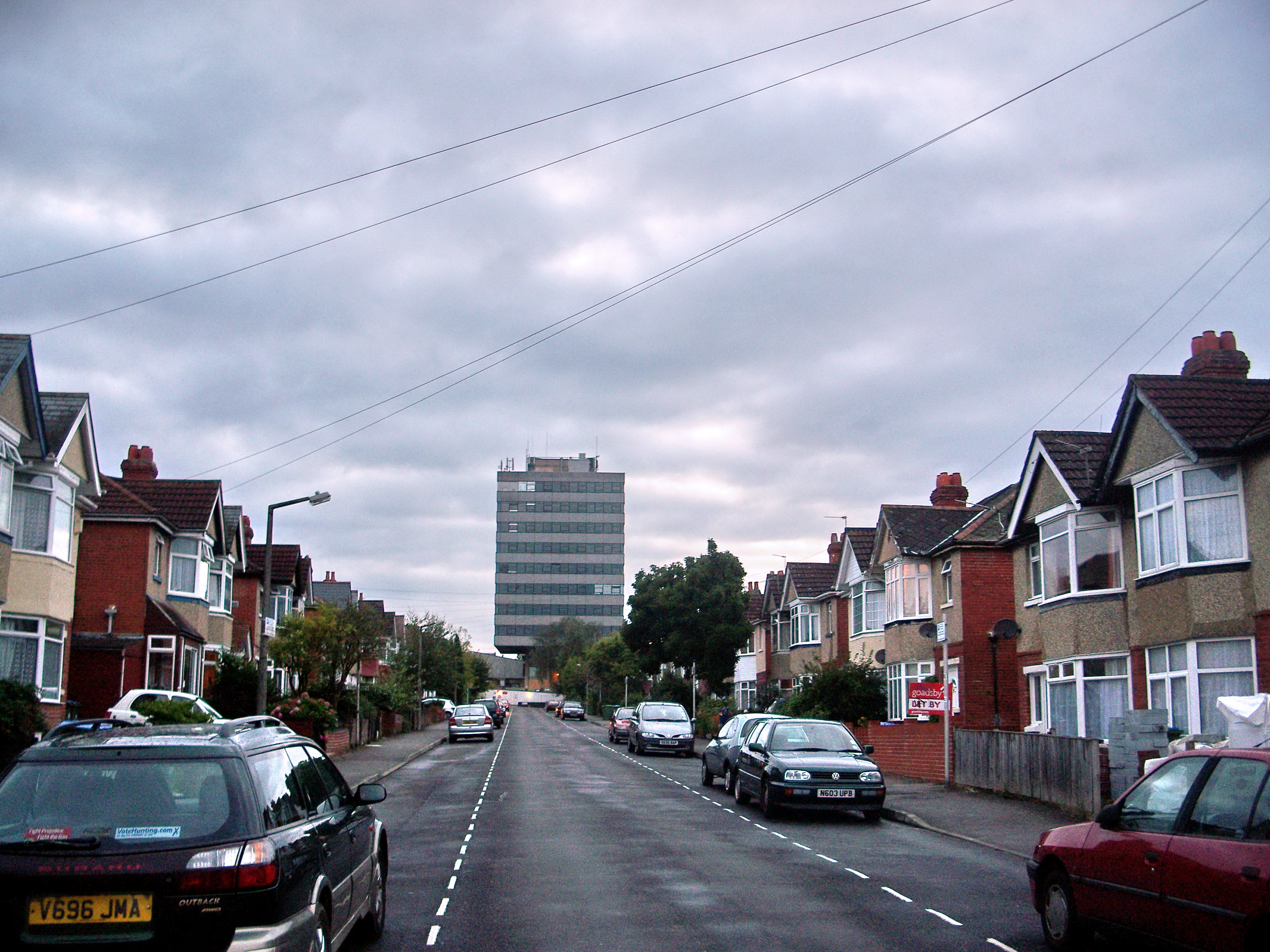
Un carrer a prop de la universitat.

El març del 2007 h havia 120.305 llocs de treball a Southampton i 3.570 persones buscant feina, aproximadament un 2,4 per cent de la població.
Una mica més de la quarta part dels llocs de treball tenen a veure amb el sector de la salut o l'educació; més del 19 per cent són autònoms o petits empresaris i en tercer lloc estan els que es dediquen a la venda al detall, que fan un 16,2 per cent. Entre el 1995 i el 2004, el nombre de llocs de treball va augmentar un 18,5 per cent.
El gener del 2007, el salari mitjà d'un treballador en aquesta ciutat era de 22.267 lliures, 1.700 lliures menys que la mitjana nacional i 3.800 menys que la mitjana a la regió del sud-est.
El port és també una important font d'ingressos econòmics, hi arriben creuers i a més vaixells de càrrega.
Durant l'última meitat del segle xx, va arribar a la ciutat una gamma diversa d'indústries: avions, la fabricació d'automòbils, cables, productes d'enginyeria elèctrica i petroquímica. Aquests conviuen ara amb les indústries més antigues: la molta de cereals i l'elaboració de tabac. Una empresa amb gran nombre d'empleats és l'agència estatal de cartografia (Ordnance Survey), que va obrir unes oficines el 2011.

## Llocs d'interès i activitats culturals
Southampton té el tram de muralla medieval més llarg que s'ha conservat al país. També hi ha un gran nombre de museus: el Museu Tudor, la Southampton City Art Gallery, el Museu Marítim, la Ciutat del Mar, la casa del mercat medieval.
Cada setembre es fa una exhibició de vaixells i dura una setmana. Hi ha un teatre molt gran anomenat  Mayflower Theatre, amb capacitat per a 2.300 persones. També hi ha diverses galeries d'art. L'antic edifici gremial o Guildhall és actualment una sala de concerts tant de música clàssica com d'actual.
- La torre del Civic Center
- Cases d'època Tudor
- Museu Ciutat del Mar